# Morro do Sabiá
Morro do Sabiá är en kulle i Brasilien.   Den ligger i kommunen Porto Alegre och delstaten Rio Grande do Sul, i den södra delen av landet, 1 600 km söder om huvudstaden Brasília. Toppen på Morro do Sabiá är 28 meter över havet.
Terrängen runt Morro do Sabiá är huvudsakligen platt, men åt nordost är den kuperad. Havet är nära Morro do Sabiá åt sydväst.Runt Morro do Sabiá är det mycket tätbefolkat, med 2 811 invånare per kvadratkilometer.. Närmaste större samhälle är Porto Alegre, 10,9 km norr om Morro do Sabiá. 
I omgivningarna runt Morro do Sabiá växer huvudsakligen savannskog.